# Hypochaeris claryi
Hypochaeris claryi là một loài thực vật có hoa trong họ Cúc. Loài này được Batt. mô tả khoa học đầu tiên.